# Тшебунь (Поморське воєводство)
Тшебунь (пол. Trzebuń) — село в Польщі, у гміні Дземяни Косьцерського повіту Поморського воєводства.
Населення — 454 особи (2011).
У 1975-1998 роках село належало до Гданського воєводства.

## Демографія
Демографічна структура станом на 31 березня 2011 року:
|          | Загалом | Допрацездатний вік | Працездатний вік | Постпрацездатний вік |
| -------- | ------- | ------------------ | ---------------- | -------------------- |
| Чоловіки | 226     | 44                 | 160              | 22                   |
| Жінки    | 228     | 46                 | 133              | 49                   |
| Разом    | 454     | 90                 | 293              | 71                   |